# Zletovska
La Zletovska (en macédonien : Злетовска Река) ou Zletovica est une petite rivière de l'est de la Macédoine du Nord,dans les deux régions du Nord-Est et de l'Est, et un affluent droit de la Bregalnica, donc un sous-affluent du fleuve le Vardar.

## Géographie
De 32,8 kilomètres de longueur[réf. nécessaire], elle prend sa source dans le massif d'Osogovo, près du village de Mouchkovo, à 1 718 m d'altitude. 
Elle descend ensuite vers le sud et traverse la municipalité de Probichtip. 
Elle se jette dans la Bregalnica, en rive droite, sur le territoire de Tchechinovo-Oblechevo. Son nom vient de Zletovo, un grand village minier qu'elle traverse.

### Bassin versant
La rivière naît dans des roches volcaniques et parcours d'abord un terrain accidenté. Elle forme d'ailleurs deux cascades. 
Son bassin versant est de 218,7 km2.

## Hydrologie
Son module est de 2,014 m3/s[réf. nécessaire].

## Aménagements et écologie
Profonde et puissante, la Zletovska a un fort potentiel hydroélectrique. Un barrage a d'ailleurs été construit à la hauteur du village de Knejevo, dans la municipalité de Kratovo. Celui-ci fait 70 mètres de haut et a une capacité de 23 millions de mètres cubes d'eau. Il fournit en eau potable les villes et villages de la région.